# Антиэтатизм
Антиэтати́зм (от др.-греч. ἀντί — против и от фр. état — государство) — система взглядов, противоположная этатизму, отвергающая государство и противодействующая государственному вмешательству в личные, общественные и экономические дела.
Антиэтатизм означает оппозицию государству и любой форме правления, и он отличается от анархизма, который означает оппозицию не только государству, но и любой форме господства. С этой точки зрения, некоторые экономические и политические теории, которые явно против государственного принуждения, но предпочитают другие типы управления, такие как анархо-капитализм (который говорит, что только добровольное и договорное управление является законным) лучше описать как формы антиэтатизма, а не как ветви анархизма.
Различные антиэтатистские воззрения могут отрицать только государство, могут отрицать не только государство, но и саму концепцию власти человека над человеком (классический анархизм) или могут защищать безгосударственное общество как отдалённую цель (коммунизм в марксизме). Антиэтатизм в свою очередь также отвергает этатизм как идею «государство выше человека», и как систему убеждений, ставящую государство над гражданским обществом и воспринимающую государство как системное решение экономических и социальных проблем.

## Антиэтатизм против этатизма
Термин этатизм можно определить как идеологию доминирования государства:
Этатизм (от фр. état — государство) — активное вмешательство государства в жизнь общества; направление политической мысли, рассматривающее государство как высший результат и цель общественного развития. (Краткий политический словарь. М., 1988, С. 472.)
Сущность этатизма может быть выражена в централизации и унитаризации власти:
Этатизм предполагает приоритет центра над регионами, общественного над частным, государства над человеком. Понятие обязано своим появлением швейцарскому демократическому политику и публицисту Нюме Дрозу (1844—1899). В своём сочинении «Демократия и социализм государства» он выступил против ущемления прав кантонов (территориальных единиц в Швейцарии) и назвал «этатизмом» укрепление централизованного государственного управления.
Политические идеи этатизма на практике могут привести к полицейскому государству, милитаризму, диктатуре, фашизму или чекизму:
«Этатизм на практике может обернуться государственным капитализмом, милитаризацией экономики и привести к гонке вооружений».
«Государство, согласно этой концепции, управляет социально-экономическими силами, созданными гражданами. Концентрация и управление ими во имя своих наивысших целей ведёт к тому, что его экономическая и моральная сила признаётся в самой жизни государства».
Этатизм может быть выражен в форме государственного унитаризма, государственного корпоратизма, государственного капитализма, государственного социализма, тоталитаризма, большевизма, фашизма, вождизма.
Антиэтатизм выступает против наделения государства абсолютной и унитарной властью, от концепции «laissez-faire» или государства «ночного сторожа» (в современном представлении — государство как «страховая компания»), вплоть до полного отрицания и отвержения государства как института принуждения, господства и эксплуатации. К антиэтатистским концепциям и движениям можно отнести: анархо-примитивизм, добровольная кооперация, самоуправление, несотрудничество (движение несотрудничества), гражданское неповиновение, идейная община, мютюэлизм, сопротивление налогообложению, неуплата налогов, неформальная экономика, свободный банкинг, рыночный анархизм, частные деньги, контрэкономика, laissez-faire, уклонение от призыва, отказ от службы, либертарианство, антимилитаризм, пацифизм, толстовство, опрощение, ненасилие, анархизм, хавала и др.

## Исторические вехи антиэтатизма

### Истоки антиэтатизма в древности
Леонид Мамут в своей монографии «Этатизм и анархизм» пишет:
"Как раз тогда, когда жили и творили классики античной политической мысли, существовало заметное идейное течение — кинизм, представители которого занимали по отношению к государству позицию, диаметрально противоположную платоновско-аристотелевско-цицероновской. Истины ради отметим, что полное неприятие киниками (среди них выделяются Антисфен, Диоген, Кратет, Керкид, Дион) государства, политических институтов и норм — часть их отрицания вообще всей социальной культуры как явления, которое, по понятиям киников, враждебно человеку, порабощает и губит его. Киники «отрицали всё, — пишет И. М. Нахов („Философия Киников“), — что противостоит человеку как враждебная, внеположенная сила, — государство с его институтами, законами, политикой, демагогами, правителями, диктаторами и т. п.». Это возникало из их убеждения в том, что государство и его законы разрушили природное равенство, естественное счастье людей. Законы государства — антагонисты природы, служащей для киников колыбелью и прибежищем человечности и свободы, разума и добродетели. Их антигосударственнический пафос особенно остро чувствуется в отвержении законов, которые они не без основания считали опорами государства.
Согласно Антисфену: «Мудрец живёт не по законам государства, а по законам добродетели». 

### Возникновение этатизма и антиэтатизма
Франц Оппенгеймер в своей работе «Государство: его история и развитие» пишет:
"Двумя наиболее распространёнными концепциями возникновения «Государства» являются «стоическая» и «эпикурейская» теории. «Стоическая» теория исходит из предпосылок о том, что «Государство» возникает по причине врождённой тяги человека к «общинной жизни», в то время как «эпикурейцы» придерживаются того мнения, что причиной возникновения «Государства» является насущная необходимость прекращения «войны всех против всех» (bellum omnium contra omnes) и подавление любого асоциального поведения… «
» … Но это ещё не всё — Платон и последователи Карла Маркса наделяют «Государство» такой полнотой власти над гражданами, которая возводит его в ранг «Властелина» в вопросах политики и экономики (более того, Платон зашёл настолько далеко, что даже наделил «Государство» правом регулирования сексуальных отношений граждан). В противоположность этому представители манчестерской школы представляют «Государство» исполняющим исключительно полицейские функции и которое, по идее, должно отмереть со временем, как на это рассчитывали анархисты." 

### Антифон Афинский: представитель антиэтатизма
Антифон Афинский, один из первых анархистов и явный представитель антиэтатизма, радикализует антитезу «природы» (φύσις) и «закона» (νόμος), утверждая в терминах элеатов, что природа — это истина, а положительное право — мнение, что одно почти всегда антитетично другому. Необходимо, считает он, следовать природному закону, даже в нарушение человеческого, если это нужно и не грозит наказанием:

«Вообще же рассмотрение этих вопросов приводит к выводу, что многие предписания, признаваемые справедливыми по закону, враждебны природе человека… Что же касается полезных [вещей], то те из них, которые установлены [в качестве полезных] законами, суть оковы [для человеческой природы], те же, которые определены природой, приносят [человеку] свободу… [В поступках, противоречащих природе], заключается [причина] того, что люди страдают больше, когда можно было бы меньше страдать, и испытывают меньше удовольствий, когда можно было бы наслаждаться, и [чувствуют себя] несчастными, когда можно не быть таковыми».— Антифон / перевод А. О. Маковельского // Антология мировой философии : в 4 т. Т. 1, ч. 1: Философия древности и средневековья. – Москва : Мысль, 1969. – С. 320-321

## Основные категории
Некоторые концепции, такие как анархизм, считают полное исчезновение государств удобным в пользу суверенного осуществления индивидуальной свободы через вольные ассоциации и организации. Другие концепции допускают существование государства, обладающего большей или меньшей властью или допускают существование власти, но отличаются тем, какой должна быть форма организации общества.
- Анархизм утверждает, что государство незаконно монополизирует механизмы безопасности, обороны, социальной защиты, и нарушает личную свободу. Для анархистов государство является репрессивным институтом, контролирующим населения определённой территории. Они приписывают государству значительную часть зла, от которого страдает человечество, такого как бедность, экономические кризисы, войны, социальная несправедливость и т. д.
- С другой стороны, марксисты утверждают, что любое государство имеет классовый характер, и что только вооружённый и административный аппарат осуществляет интересы доминирующего социального класса. Поэтому для преодолевая противоречия и борьбу между социальными классами они стремятся к завоеванию политической власти рабочим классом, разрушению буржуазного государства и построению рабочего государства в качестве переходного шага к социализму и коммунизму, обществу, в котором в долгосрочной перспективе не будет государства.
- Идеологически в рамках анархо-капитализма либертарианцы могут и отрицать государство как оседлого бандита и стремиться к полной его ликвидации в пользу индивидуального суверенитета в условиях свободного рынка.

## Трудности в разграничении концепции
Антиэтатисты серьёзно отличаются друг от друга теми убеждениями, которые существуют у них помимо антиэтатизма. Таким образом, категории антиэтатистской мысли иногда обозначаются как коллективистская и индивидуалистическая.
Серьёзные трудности в определении того, являются ли та или иная философия или идеология антиэтатистскими, происходят из проблемы определения государства. На протяжении длительного времени терминология изменялась, и авторы прошлого часто употребляли слово «государство» в совершенно ином смысле, чем мы употребляем его сегодня. Например, анархист Михаил Бакунин применял термин, просто имея в виду правящую организацию. Другие авторы использовали термин «государство», имея в виду любой законодательный или правоохранительный орган. Карл Маркс определял государство как институт, используемый правящим классом страны, чтобы поддерживать сохранение его власти. Согласно Максу Веберу, государство — организация с эффективной юридической монополией на применение насилия в отдельной географической области.Генри Дэвид Торо выразил свои эволюционные антиэтатистские взгляды в эссе «О гражданском неповиновении»:

Я всецело согласен с утверждением: «Лучшее правительство то, которое правит как можно меньше», — и хотел бы, чтобы оно осуществлялось быстрее и более систематически. Осуществлённое, оно сводится в конце концов — и за это я тоже стою — к девизу: «Лучшее правительство то, которое не правит вовсе», а когда люди будут к этому готовы, то именно такие правительства у них и будут.
Оригинальный текст (англ.)I heartily accept the motto,—"That government is best which governs least"; and I should like to see it acted up to more rapidly and systematically. Carried out, it finally amounts to this, which also I believe,—"That government is best which governs not at all"; and when men and women are prepared for it, that will be the kind of government which they will have.

## Антиэтатистские философии

### С безгосударственным обществом в качестве непосредственной цели
- Акратия
- Анархизм и его вариации
- Волюнтаризм
- Агоризм

### С безгосударственным обществом как идеалом или целью в будущем
- Коммунитаризм
- Либертарианство и его вариации
- Марксизм (Коммунизм)

## Хронология антиэтатистских сочинений
- 1548 — Этьен де ла Боэси «Рассуждения о добровольном рабстве»
- 1793 — Уильям Годвин «Исследования о политической справедливости»
- 1825 — Томас Годскин «Защита рабочих от притязаний капитала»
- 1840 — Пьер-Жозеф Прудон «Что такое собственность»
- 1844 — Макс Штирнер «Единственный и его собственность»
- 1849 — Генри Дэвид Торо «О гражданском неповиновении» (недоступная ссылка)
- 1849 — Фредерик Бастиа «Закон» (недоступная ссылка)
- 1849 — Густав де Молинари «Производство безопасности»
- 1851 — Герберт Спенсер «Право игнорировать государство»
- 1866 — Михаил Бакунин «Революционный катехизис»
- 1867 — Лисандр Спунер «Без измены»
- 1885 — Пётр Кропоткин «Речи Бунтовщика»
- 1886 — Бенджамен Таккер «Государственный социализм и анархизм»
- 1890 — Пётр Кропоткин «Нравственные начала анархизма»
- 1893 — Бенджамен Таккер «Свобода равная для всех»
- 1902 — Пётр Кропоткин «Взаимопомощь как фактор эволюции»
- 1906 — Пётр Кропоткин «Речи Бунтовщика»
- 1907 — Бенджамен Таккер «Отношение государства к личности»
- 1907 — Бенджамен Таккер «Свобода равная для всех» (Русское издание)
- 1907 — Бенджамен Таккер «Вместо книги»
- 1907 — Франц Оппенгеймер «Государство (Der Staat)»
- 1925 — Франц Оппенгеймер «Государство: его история и развитие»
- 1935 — Франц Оппенгеймер «Система Социологии»
- 1935 — Альберт Джей Нок «Наш враг Государство»
- 1947 — Фрэнк Ходоров «Налог это грабёж»
- 1952 — Фрэнк Ходоров «Налог: корень зла»
- 1962 — Мюррей Ротбард «Человек, экономика и государство»
- 1970 — Мюррей Ротбард «Власть и рынок»
- 1973 — Мюррей Ротбард «К новой Свободе»
- 1974 — Мюррей Ротбард «Анатомия Государства» (второе издание)
- 1982 — Мюррей Ротбард «Этика Свободы»
- 1983 — Сэмюэль Эдвард Конкин III «Новый либертарный манифест»
- 1985 — Энтони де Ясаи[англ.] «Государство»
- 2001 — Кевин Карсон «Железный кулак за невидимой рукой»
- 2005 — Ноам Хомский «Государство будущего»
- 2013 — Лью Рокуэлл[англ.] «Фашизм против Капитализма» «Fascism versus Capitalism»[10][11][12]
- 2014 — Лью Рокуэлл[англ.] «Против Государства» «Against the State: An Anarcho-Capitalist Manifesto» Архивная копия от 30 сентября 2019 на Wayback Machine[13][14][15]